# Dolutégravir
Le dolutégravir est un inhibiteur de l'intégrase du VIH commercialisé sous le nom de Tivicay. Cette molécule est conjointement développée par ViiV Healthcare et Shionogi Pharmaceuticals. Avant qu'une DCI ne lui soit attribuée, elle était connue sous les noms de code GSK-572 et S/GSK1349572. Le dolutégravir est aussi commercialisé sous une forme combinée avec d'autres antirétroviraux sous le nom de Triumeq.
Un combiné Dolutégravir/Lamivudine (bithérapie) est commercialisé en 2020 sous le nom de Dovato.

## Pharmacologie
La demi-vie plasmatique est d'environ 15 h. L'alimentation modifie son absorption mais pas de manière suffisante pour avoir des conséquences pratiques.
In vitro, il reste actif sur certaines souches résistantes au raltégravir, le premier inhibiteur d'intégrase découvert.
Il est faiblement métabolisé par le cytochrome P450, réduisant ainsi le risque d'interactions médicamenteuses.

## Efficacité
À 50 mg en prise unique, il semble au moins aussi efficace que l'éfavirenz au niveau de la charge virale. En combinaison avec un nucléoside inhibiteur de la reverse transcriptase, il est d'une efficacité comparable au raltégravir.
Une étude a démontré l'efficacité du Dolutegravir en association avec Zidovudine ou Tenofovir .

## Tolérance
Le dolutégravir est très bien toléré par les patients, l'effet secondaire le plus fréquent étant les céphalées et des insomnies régulières.

## Dosage
Pour l'instant, le meilleur dosage retenu est de 50 mg deux fois par jour. ViiV Healthcare cherche toutefois à déterminer si une monoprise quotidienne serait tout aussi optimale, ce qui permettrait au laboratoire de produire une coformulation du dolutégravir et du Kivexa en une pilule « once-a-day ». L'essai SINGLE compare donc cette association (temporairement nommée 572-Trii) à l'Atripla.

## Divers
Le code utilisé dans la pharmacopée des antirétroviraux est DTG ; comme tous les inhibiteurs d'intégrase, la dénomination commune internationale de la molécule porte le suffixe gravir. Il présente une structure carbamoyl pyrimidone lié via un amide à un substituant difluorobenzène similaire à celle du cabotégravir.